# Isles of Scilly Skybus
Isles of Scilly Skybus – brytyjska linia lotnicza z siedzibą w Penzance, w Kornwalii.